# Piratosa lawrencei
Piratosa lawrencei là một loài nhện trong họ Lycosidae.
Loài này thuộc chi Piratosa. Piratosa lawrencei được Carl Friedrich Roewer miêu tả năm 1960.